# Luhov (Líšťany)
Luhov je vesnice, část obce Líšťany v okrese Plzeň-sever v Plzeňském kraji. Nachází se asi 3,5 kilometru jihozápadně od Líšťan. Luhov leží v katastrálním území Luhov u Líšťan o rozloze 7,12 km².

## Historie
První písemná zmínka o dvoru Luhov pochází z roku 1175, kdy jej kníže Soběslav II. věnoval plaskému klášteru. Od kláštera Luhov nejspíše jen na dobu svého života získal Heřman Vilemici, a teprve roku 1315 klášter vesnici prodal Abrahamovi ze Žichlic. Ve druhé polovině čtrnáctého století byla vesnice rozdělena na dvě části. Jedna patřila chotěšovskému klášteru, který zde měl tvrz, zatímco druhou drželi drobní šlechtici. Z nich jsou známi Hlavník a Petr uvádění roku 1379. Před rokem 1420 získal klášterní část s tvrzí do zástavy Protiva z Netunic a roku 1431 byli jejími majiteli bratři Jan starší a Jan mladší z Úlic. Jeden z nich na tvrzi sídlil ještě roku 1446. Jeho synové Lvík a Markvart drželi Luhov roku 1456 společně, ale roku 1482 byl jediným majitelem Lvík. V roce 1496 chotěšovský probošt vyplatil zástavu a klášteru potom vesnice patřila až do roku 1576. Výjimkou bylo jisté období od roku 1546, kdy ji klášter zastavil Stříbru. Další dějiny vesnice jsou spjaty s majiteli luhovského zámku.

## Obyvatelstvo
| Rok            | 1869 | 1880 | 1890 | 1900 | 1910 | 1921 | 1930 | 1950 | 1961 | 1970 | 1980 | 1991 | 2001 | 2011 | 2021 |
| -------------- | ---- | ---- | ---- | ---- | ---- | ---- | ---- | ---- | ---- | ---- | ---- | ---- | ---- | ---- | ---- |
| Počet obyvatel | 184  | 199  | 201  | 210  | 212  | 203  | 199  | 94   | 104  | 93   | 100  | 95   | 98   | 86   | 87   |
| Počet domů     | 35   | 35   | 34   | 40   | 35   | 34   | 36   | 33   | 25   | 22   | 19   | 27   | 28   | 30   | 30   |

## Obecní správa
V roce 1850 se Luhov stal obcí v soudním okrese Touškov a politickém okrese Plzeň a od roku 1868 patřila do politického okresu Stříbro. Po uzavření Mnichovské dohody se vesnice ocitla na území Říšské župy Sudety. Činnost obecního úřadu skončila v květnu 1945, kdy ji převzala místní správní komise. Od roku 1964 je částí obce Líšťany v okrese Plzeň-sever.
Starosty obce byli:
- W. Turnwald (1902–1913)
- Josef Hess (1913–1927)
- Anton Herzig (1927–1935)
- Martin Schneider (1935–1936)
- Wenzl Peschka (1937–1941)

## Pamětihodnosti
- Na jižním okraji vesnice stojí luhovský zámek postavený v barokním slohu po roce 1780 Marií Annou Dohalskou, rozenou Steinbachovou.[4]
- Nad levým břehem Mže se na ostrožně nad vodní nádrží Hracholusky nachází pozůstatky luhovského hradiště z pozdní doby bronzové a pozdní doby halštatské.[10]